# Direction de la police de Trois-Rivières
La Direction de la police de Trois-Rivières (ou DPTR), couramment appelé Police de Trois-Rivières, est le service de police de la ville de Trois-Rivières. Fondée en 1857, elle regroupe aujourd'hui près de 200 policiers répartis sur un territoire d'environ 228 km²,.

## Histoire
Lors de sa création le 26 octobre 1857, le service est nommé Three-Rivers Police et constitué de 12 constables payés à l'acte ainsi qu'un chef,.
Le 12 juin 1862, le département municipal du feu, composé de trois compagnies de pompiers volontaires, est créé au sein du service de police. Le 30 avril 1877, le service devient la brigade de police et de feu Three Rivers police. La plupart des membres ont à la fois la fonction de policier et de pompier.
Le 1er janvier 2002, lors de la fusion de Trois-Rivières avec plusieurs autres municipalités, le Service de police de Trois-Rivières intègre les corps de police de Cap-de-la-Madeleine et de Trois-Rivières-Ouest.
Le 28 septembre 2015, la double fonction du service prend officiellement fin après 140 ans d'activité. Trois-Rivières devient ainsi la dernière grande ville à abandonner ce modèle en Amérique du Nord.

### Affaire Vadeboncoeur
En février 2013, quatre policiers sont accusés d'usage excessifs de la force après l'arrestation musclée d'Alexis Vadeboncoeur qui a été captée par des caméras de surveillance du Cégep de Trois-Rivières. Seul un des policiers est finalement reconnus coupable de voie de fait en juin 2017, avant de recevoir une absolution conditionnelle en juillet 2019.